# Автошлях Т 2110
Автошля́х Т 2110 — територіальний автомобільний шлях в Україні, Кегичівка — Златопіль — Балаклія — Шевченкове. Проходить територією Кегичівського, Первомайського, Балаклійського, Чугуївського, Шевченківського районів Харківської області.
Починається в смт Кегичівка. Проходить через села Зелена Діброва, Коханівка, Писарівка, Павлівка, Новоіванівка, Верхня Орілька, Грушине, Т 2107 місто Златопіль, село Олексіївка, селище П'ятигірське, села Асіївка, Шевелівка, Гусарівка, Байрак, місто Балаклія Р78, села Яковенкове, Волохів Яр E40 М03, Семенівка, Богодарівка, Н26 смт Шевченкове.
Загальна довжина — 138,1 км.